# Pithecellobium flavovirens
Pithecellobium flavovirens är en ärtväxtart som beskrevs av Nathaniel Lord Britton. Pithecellobium flavovirens ingår i släktet Pithecellobium och familjen ärtväxter. Inga underarter finns listade i Catalogue of Life.